# Stripwinkel

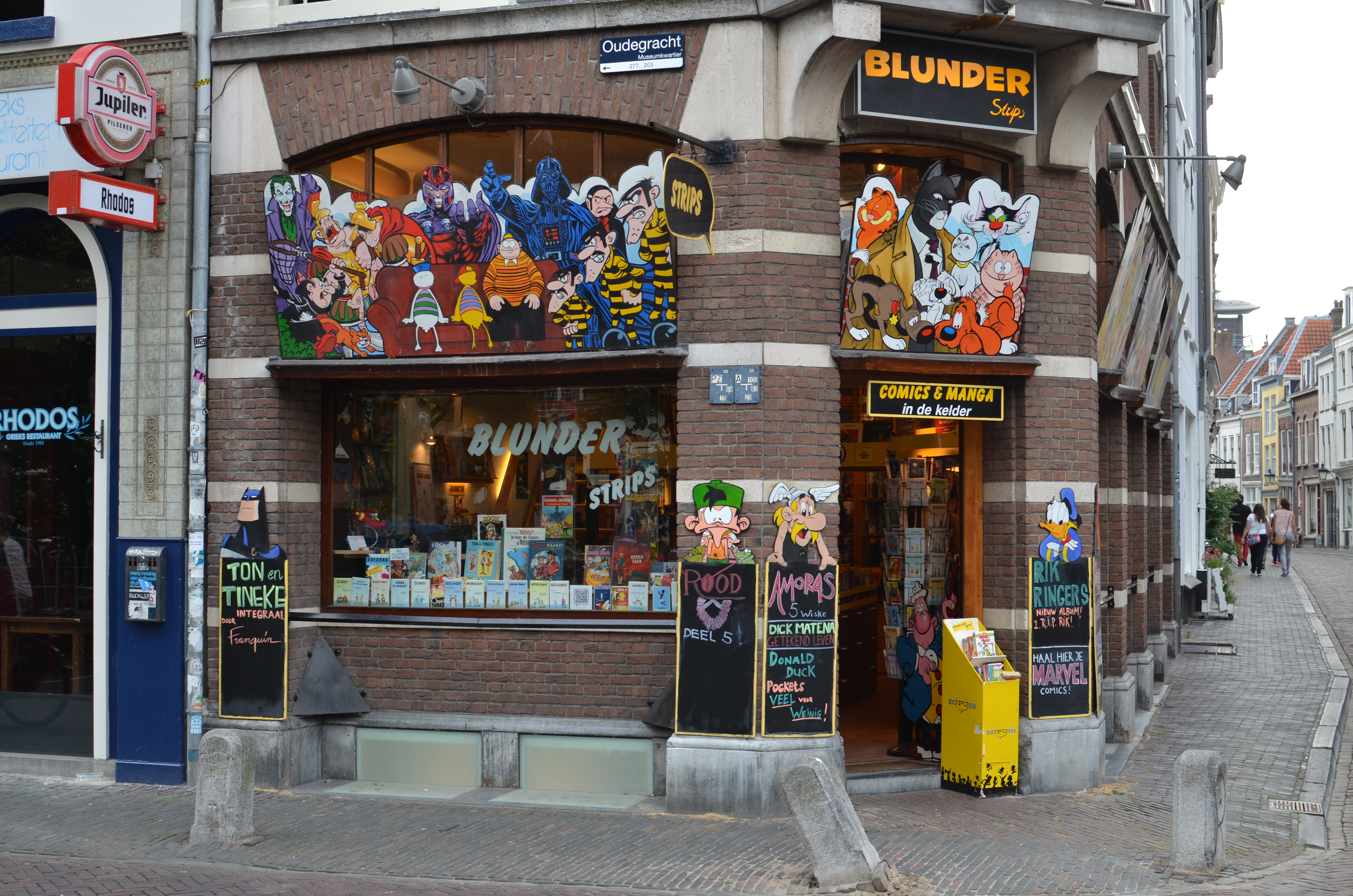
Stripboekhandel Blunder (Oudegracht 203 Utrecht)

Een stripwinkel of stripspeciaalzaak is een boekhandel die gespecialiseerd is in de verkoop van stripboeken en aanverwante koopwaar. Dit kunnen nieuwe boeken zijn, maar ook tweedehands boeken of oude stripboeken met een kostbare waarde, zogenoemde collector's items.
In Nederland zijn ongeveer 35 stripwinkels, in Vlaanderen 25.
Stripwinkels hebben een aantal eigen alternatieve distributiekanalen die de strips leveren.
De meeste stripboeken zijn in Nederland niet bij de reguliere boekhandel te bestellen en hiervoor moet speciaal de stripboekenwinkel bezocht worden. In België zijn strips vaak te vinden in supermarkten, dagbladhandelaars en boekhandels.

## Online stripwinkels
Naast traditionele stripboekhandels zijn stripwebwinkels tegenwoordig zeer in trek. Hun gamma is vrijwel gelijk aan dat van de gewone stripboekhandels.